# Oya Baydar
Oya Baydar (ur. 1940 w Stambule) – turecka dziennikarka i pisarka.

## Życiorys
Ukończyła w Stambule francuską szkołę średnią Notre Dame de Sion Fransız Lisesi. Studiowała socjologię na Uniwersytecie Stambulskim. Po ukończeniu studiów w 1964 roku pozostała na uniwersytecie jako asystentka, ale gdy dwukrotnie odrzucono jej pracę doktorską, przeniosła się na Uniwersytet Hacettepe. Podczas przewrotu wojskowego w 1972 roku została aresztowana i musiała opuścić uniwersytet. Powodem aresztowania było członkostwo w Türkiye İşçi Partisi (Partii Robotniczej Turcji) i Związku Nauczycieli Turcji. W latach 1972–1974 pracowała jako felietonistka w gazetach „Yeni Ortam” i „Politika”. Podczas przewrotu wojskowego w 1980 roku wyjechała za granicę i przez 12 lat przebywała na wygnaniu w Niemczech. Jako uchodźcy mieszkali razem z mężem we Frankfurcie nad Menem. Wspomnienia z tego okresu znalazły się w wydanym w 1991 roku zbiorze opowiadań Elveda Alyoşa.
W 1992 roku wróciła do Turcji. Od 2013 roku pisze dla gazety internetowej T24. Jest mężatką. Mąż Aydın Engin jest dziennikarzem.

## Twórczość
W Polsce nakładem Wydawnictwa Sonia Draga ukazały się jej powieści Utracone słowo (Kayıp Söz) (2013) w tłumaczeniu Anny Sulimowicz-Keruth oraz W cieniu judaszowców (Erguvan Kapısı) (2014) w tłumaczeniu Barbary Niedźwieckiej. Jej książki zostały przetłumaczone na 20 języków, w tym na: niemiecki, francuski, angielski, arabski, portugalski i grecki. Za książkę Erguvan Kapısı przetłumaczoną na język francuski Et ne reste que descendres w 2004 roku otrzymała nagrodę przyznawana francuskiemu lub tureckiemu pisarzowi za publikację o Turcji.

### Powieści
- Kedi Mektupları (1993)[6]
- Hiçbiryer’e Dönüş (1998)[7]
- Sıcak Külleri Kaldı (2000)[8]
- Erguvan Kapısı (2004)[9]
- Kayıp Söz (2007)[10]
- Çöplüğün Generali (2009)[11]
- O Muhteşem Hayatınız (2012)[12]
- Yetim Kalacak Küçük Şeyler: An’lar Kitabı (2014), Wyd. 2 (2017)[13]
- Yolun Sonundaki Ev (2018)[14]
- Köpekli Çocuklar Gecesi (2019)[15]
- O Muhteşem Hayatınız (2020)[16]
- Bir Dönem İki Kadın (2021)[17]
- 80 Yaş Zor Zamanlar Günlükleri (2021)[18]

### Opowiadania
- Elveda Alyoşa (1991)[19]

## Nagrody
- 1991: Sait Faik Hikâye Armağanı (Nagroda literacka im. Saita Faika) za Elveda Alyoşa[20]
- 1993: Yunus Nadi Ödülleri (Nagroda literacka im. Yunusa Nadi) za Kedi Mektupları[21]
- 2001: Orhan Kemal Roman Ödülü (Nagroda literacka im. Orhana Kemala) za Sıcak Külleri Kaldı[22]
- 2004: Nagroda Literacka im. Cevdeta Kudreta (Cevdet Kudret Ödülü) za Erguvan Kapısı[23]
- 2016: Türk-Fransız Edebiyat Ödülü za Sıcak Külleri Kaldı[24]